# Huffmanela ossicola
Espèce
Huffmanela ossicola est une espèce de nématodes parasites .
Elle a été observée dans l'os de l'arc branchial et la colonne vertébrale, et d'autres os, des poissons marins Bodianus loxozonus, Bodianus busellatus  et Bodianus perditio   pêchés au large de Nouméa, Nouvelle-Calédonie. C'est la première espèce d’Huffmanela signalée qui soit parasite des os. Ses œufs ne peuvent continuer le cycle vital qu'après la mort de son hôte.

## Description
Les adultes ne sont pas connus, et seuls les œufs ont été décrits,. Les œufs sont relativement grands, d'une longueur de 72–88 micromètres et d'une largeur de 32–40 micromètres, avec une coque épaisse. Chaque œuf est couvert de filaments très nombreux à l'intérieur d'une enveloppe fine.